# Vajont (torrente)
Il Vajont (pronuncia: /vaˈjɔnt/) è un torrente che scorre in Friuli-Venezia Giulia (Friuli occidentale) e in Veneto orientale. Il torrente nel corso dei secoli ha scavato una stretta e lunga valle, nota come Valle del Vajont.

## Origine del nome

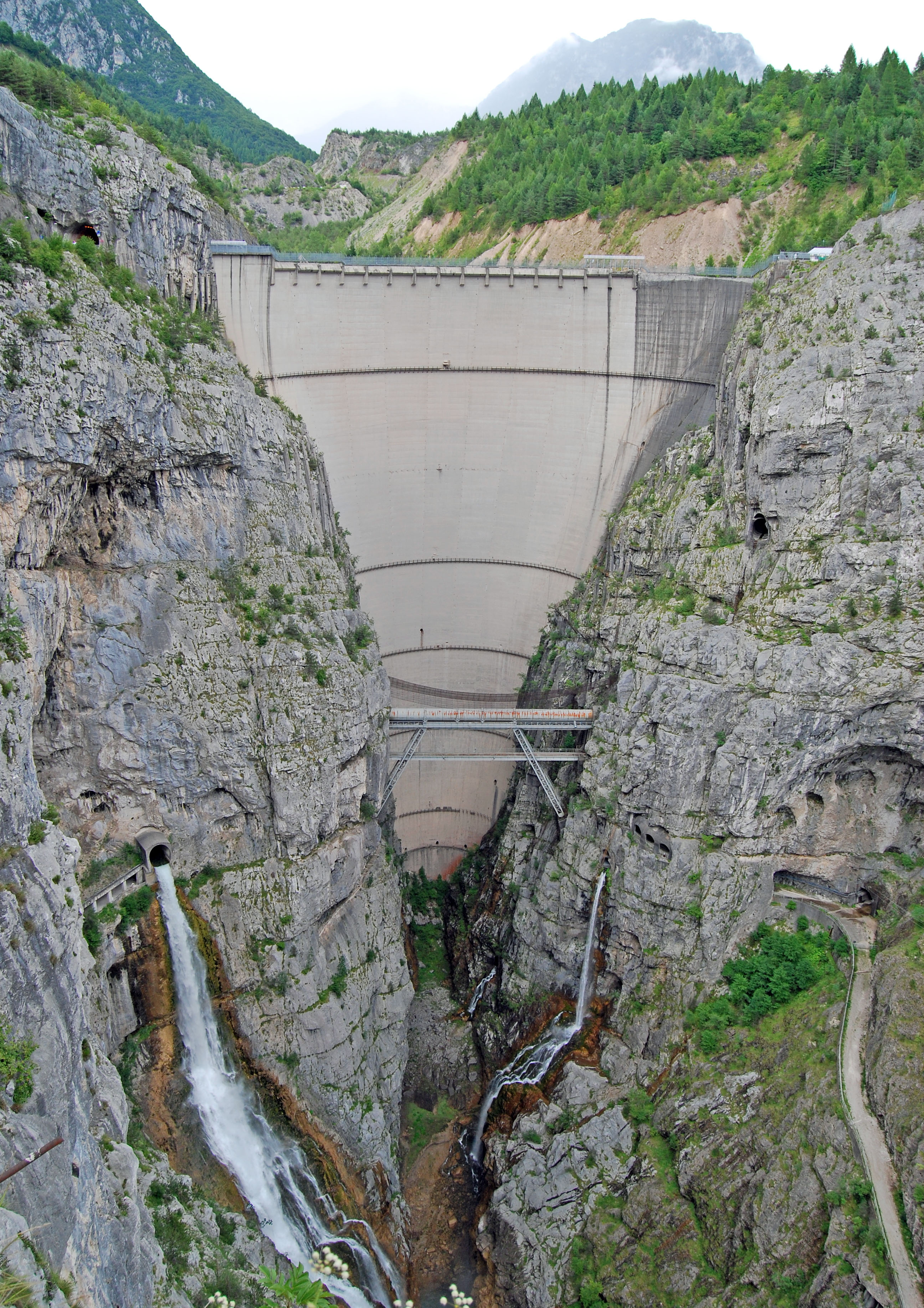
Diga del Vajont

Il nome vajont  di origini dialettali, Vajo, appare già in documenti dal 1300, con diverse grafie: "Vaiote", "Vaion" e "Vajont". L'origine del nome è ladina, dal significato "viene giù" o "va giù " appunto va jont e da "vallis" che significa valle. Se si accentua in "Vallion", diventa Vajon "vallone" grande valle, mentre la t finale ha solo un valore rafforzativo.

Termini simili si trovano anche in altre valli, come ad esempio nel Vicentino Vajo.

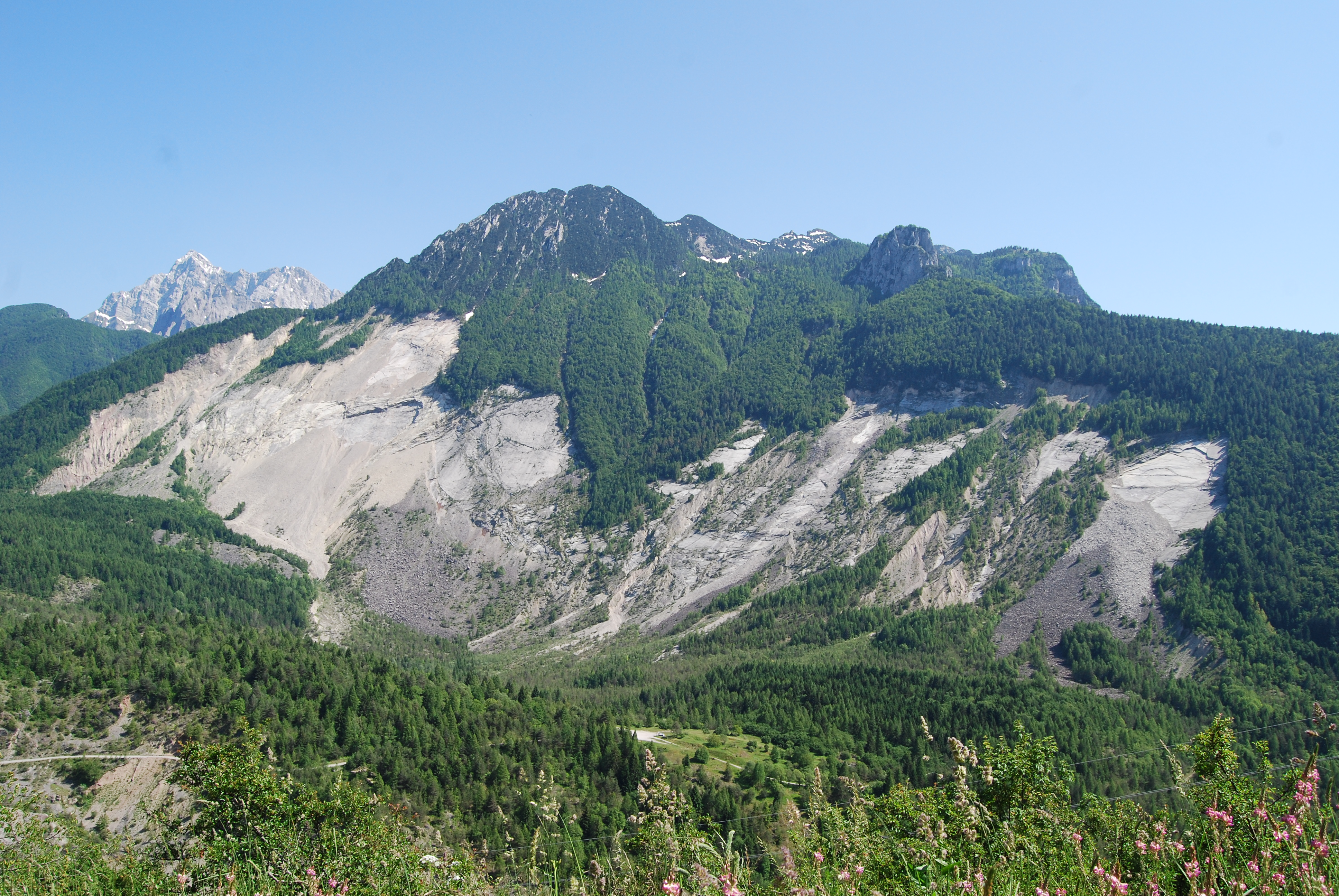
Frana del Monte Toc

### Percorso
Il torrente Vajont nasce alle pendici settentrionali del Col Nudo e dopo aver disegnato un arco forma il lago del Vajont. Dalla sorgente, tra la Forcella col de Pin e la Val Mesaz a circa 1900 m s.l.m., dopo un percorso di poco più di 30 chilometri, confluisce nel fiume Piave all'altezza del comune di Longarone, in provincia di Belluno.

### La diga e il disastro
Negli anni cinquanta si progettò il "Grande Vajont" dalla SADE che ideò la costruzione della diga. I lavori iniziarono nell'estate del 1956 e terminarono ufficialmente nei primi di novembre del 1961. Intanto, con il verificarsi dell'incidente di Pontesei, dove una frana di 3 milioni di metri cubi di roccia scivolò nel lago, travolgendo un operaio, il cui corpo non venne mai ritrovato, si temeva che qualcosa del genere potesse accadere nel Vajont.
Alle 22:39 del 9 ottobre 1963 circa 260 milioni di metri cubi di roccia precipitarono dal monte Toc ad una velocità di 110 km/h nell'invaso del lago. La conseguente tracimazione dell'acqua creò tre onde alte più di 250 m di altezza: la prima fece una sorta di giravolta, lambì Casso e ricadde sulla frana, formando il laghetto di Massalezza; la seconda si diresse verso le borgate di Erto, e la terza, che si rivelò la più disastrosa, scavalcò la diga che non cedette e si diresse verso la Valle del Piave, colpendo Longarone. Altri danni si ebbero a Soverzene, Ponte nelle Alpi, al Borgo Piave di Belluno fino a Vas distante all'incirca 50 km dalla diga del Vajont. La stima delle vittime del disastro portò a 1.917 i morti anche se vennero recuperati solo 1.500 cadaveri.